# День эрекции
День эрекции (англ. Erection Day) — эпизод 907 (№ 132) сериала «Южный Парк», его премьера состоялась 20 апреля 2005 года.

## Сюжет
У взрослеющего Джимми начинаются эрекции, и он волнуется по этому поводу перед выступлением на школьном шоу талантов. Ему снятся кошмары. Он ищет выход и в итоге узнаёт у Баттерса (который является единственным, кто не засмеял бы его), что для этого нужно заняться сексом (судя по интонациям, Баттерс повторяет лекцию своего отца). Он предлагает Ребекке (Берте в этой серии) заняться с ним сексом, но та отвечает категорическим отказом. Тогда Джимми просит совета у Картмана («завалить бабу»), который уверяет, что обладает огромным опытом и глубокими познаниями в деле охмурения девушек. На свидание с очередной девочкой Джимми приходит в итальянский ресторан с наушниками и микрофоном, на другом конце линии — Картман, который даёт ему советы по тому, что говорить (естественно, не бесплатно — всю еду приносят ему); девочка ничего не замечает (хотя наушники очень большие). Следуя советам Эрика, Джимми очаровывает девочку, но предложение заняться сексом она принимает как оскорбление. Позже, у порога школы, Джимми сидит и плачет, когда к нему подходит Барбреди, который советует ему снять проститутку. Он находит одну, но сутенёр принимает Джимми за своего конкурента, который пытается переманить к себе проститутку, и отнимает её обратно; Джимми бросается за ним в погоню, после которой, совершив каскадёрские трюки, приземляется в кучу мусора. На крыше, отвлекая сутенёра своими шутками, он даёт проститутке время ударить того по голове и вырубить. Он относит её на руках в отель и занимается с ней сексом. Тем не менее, у Джимми, успевшего на конкурс к самому его окончанию, снова происходит эрекция, и серия завершается его недоумёнными словами «Да ты что, издеваешься что ли?».
Ирония переживаний Джимми состоит в том, что его эрекции для окружающих незаметны, а сам он видит их огромными.

## Факты
- В этом эпизоде Айзек Хейз озвучил чернокожего сутенёра; это стало его последней актёрской работой для сериала перед его уходом в период окончания 9 сезона.
- Когда Джимми стучится в туалетные кабинки, на одной из них (в которой сидел Картман) написано «Dummy» («Дурак»). Чуть позже, когда Баттерс кричит «Кто не смывает за собой», надпись на кабинке исчезает.
- Когда Джимми несёт проститутку на руках, звучит песня Джо Кокера и Дженнифер Уорнс «Up Where We Belong», эта сцена является отсылкой к фильму «Офицер и джентльмен».
- На конкурсе талантов исполняются следующие номера:
  - Эрик Картман — монолог из фильма «Лицо со шрамом»
  - Баттерс — песня про яблоки (это не первый раз в сериале, когда он её поёт)
  - Готы — песня «Конкурсы талантов — сплошная педерастия»
  - Билли Тёрнер из третьего класса — песенка «Братец Якоб» на альт-саксофон
  - Неизвестная девочка — песня Journey «Open Arms» на пианино
  - Айк Брофловски — песня «The Yankee Doodle Boy» из мюзикла Little Johnny Jones
  - Неизвестный мальчик — песня Route Venus
- Сцена с Бертой в ресторане — пародия на шоу Уроки Соблазна.